# Bracon rimulator
Bracon rimulator är en stekelart som beskrevs av Christian Gottfried Daniel Nees von Esenbeck 1834. Bracon rimulator ingår i släktet Bracon och familjen bracksteklar. Utöver nominatformen finns också underarten B. r. triestensis.